# Alexander Soros

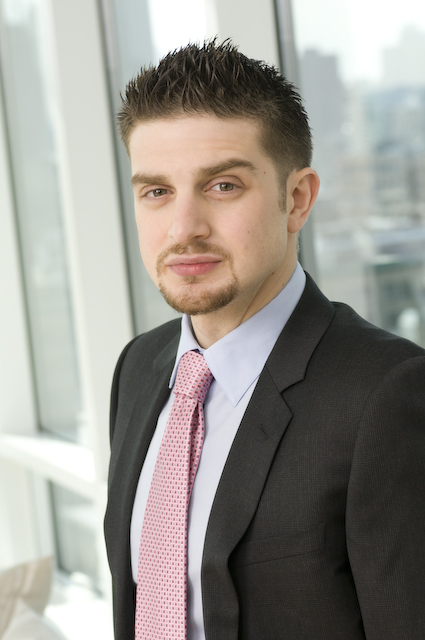
Alexander Soros, 2012

Alexander Soros (* 27. Oktober 1985 in New York City) ist ein US-amerikanischer Milliardär.

## Leben
Alexander Soros ist der Sohn des Unternehmers George Soros und der Historikerin Susan Weber Soros. Er hat noch einen jüngeren Bruder. Soros wuchs in Katonah, New York auf und besuchte die private Ganztagesschule „King School“ in Stamford, Connecticut. Er hat einen Abschluss aus dem Jahre 2009 von der New York University. 2018 graduierte er mit einem Ph.D. in Geschichte an der University of California, Berkeley.
2012 gründete er die Alexander-Soros-Stiftung, die sich sozialer Gerechtigkeit und den Menschenrechten widmet. Er ist Mitglied des Aufsichtsrates der Open Society Stiftung (Stellvertretender Vorsitzender), „Jewish Funds for Justice“ und „Global Witness“. Er sitzt im Kuratorium der Central European University von Wien.
Am 11. Juni 2023 wurde bekannt, dass er die Verfügung über die Stiftungen seines Vaters erhält.
Soros hat Wohnsitze in North Berkeley, Lower Manhattan und South Kensington, London.

## Mitgliedschaften
- Young global leaders (WEF), 2018
- Advisory Council der Münchner Sicherheitskonferenz